# Аль-капотня
«Аль-капотня» — российский драматический телесериал по сценарию Ильи Куликова, премьера которого состоялась 15 марта 2021 года на телеканале «Пятница!». Главные роли исполнили Максим Костромыкин, Сергей Шаталов и Маруся Климова.

## Сюжет
Главные герои сериала — сотрудники отдела по делам несовершеннолетних в одном из районов Москвы, Капотне, причём изначальным названием было «Капотня». Главный герой — полицейский, который служит в отделе по работе с несовершеннолетними. Майор Павел Кирсанов добросовестно пытается наставить на путь истинный запутавшихся подростков и спасти их от тюрьмы. В своей работе он сталкивается с противодействием местного криминального авторитета.
Создатели шоу изначально позиционировали «Аль-капотню» не как детектив, а как социальную драму. По словам сценариста Ильи Куликова, сериал рассказывает «о взрослении и выборе».

## В ролях
| Актёр               | Роль                                       |
| ------------------- | ------------------------------------------ |
| Максим Костромыкин  | майор Павел Максимович Кирсанов            |
| Маруся Климова      | старший лейтенант Полина Андреевна Руднева |
| Сергей Шаталов      | Игорь Сергеевич Сизов                      |
| Мария Староторжская | лейтенант Галина Петровна Разумовская      |

## Релиз и оценки
Премьера сериала состоялась 15 марта 2021 года на российском телеканале «Пятница!». Рецензенты отметили явную дидактичность шоу. Обозреватель «Комсомольской правды» увидел сходство с повестью Антона Макаренко «Флаги на башнях». По его мнению, «пронзительная, искренняя нота», связанная с темой подросткового одиночества, «нейтрализует некоторую занудность героя Костромыкина, который слишком часто встаёт в позу и проповедует высокую мораль, даже не выплюнув жвачку». Рецензент журнала TV Mag считает, что «Аль-капотня» «берет достоверностью характеров и ситуаций, даже, казалось бы, фантастических».